# Christine Minier
Christine Minier ist eine französische Sängerin.

## Leben und Wirken
Die vorherige Friseurin wurde durch den Fernsehsender Antenne 2 ausgewählt, Frankreich beim 32. Concours Eurovision de la Chanson 1987 in Brüssel zu vertreten. Ihre Ballade Les mots d’amour n’ont pas de dimanche (dt.: Die Worte der Liebe haben keinen Sonntag) schaffte es auf den 14. Platz.
Sie wechselte danach zur Galaband La Bande à Basile, wo sie als Sängerin Oldies und Stimmungslieder zum Besten gab.